# Cantó de Belgodère
El cantó de Belgodère és una antiga divisió administrativa francesa situat al departament de l'Alta Còrsega i a la Col·lectivitat Territorial de Còrsega.

## Geografia
El cantó és organitzat al voltant de Belgodère dins el districte de Calvi. La seva alçària varia de 0 (Algajola) a 2 389 m (Olmi-Cappella) amb una alçària mitjana de 326 m.

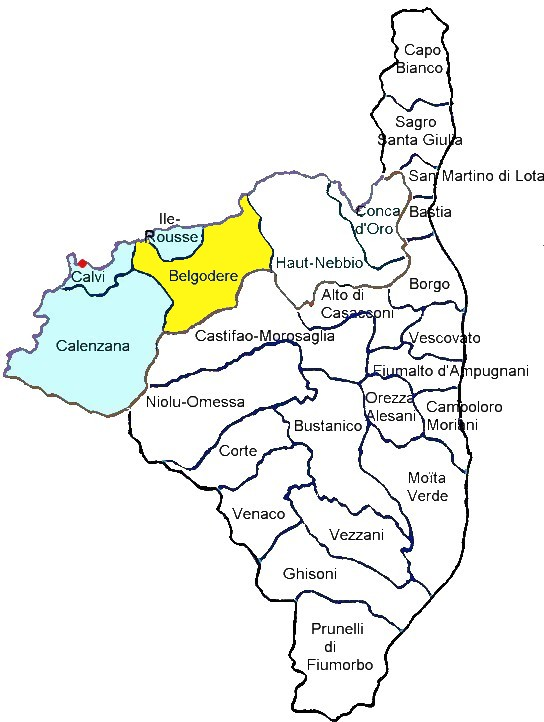
Localització del cantó de Belgodère

## Administració
| Període   | Identitat      | Partit              | Qualitat         |
| --------- | -------------- | ------------------- | ---------------- |
| 2004-2015 | Pierre Mancini | Socialistes i afins | alcalde de Costa |

## Composició
| Nom             | Població | Codi Postal | Codi Insee |
| --------------- | -------- | ----------- | ---------- |
| Algajola        | 216      | 20220       | 2B010      |
| Aregno          | 567      | 20220       | 2B020      |
| Avapessa        | 65       | 20225       | 2B025      |
| Belgodère       | 371      | 20226       | 2B034      |
| Cateri          | 219      | 20225       | 2B084      |
| Costa           | 48       | 20226       | 2B097      |
| Feliceto        | 162      | 20225       | 2B112      |
| Lavatoggio      | 97       | 20225       | 2B138      |
| Mausoléo        | 11       | 20259       | 2B156      |
| Muro            | 248      | 20225       | 2B173      |
| Nessa           | 77       | 20225       | 2B175      |
| Novella         | 68       | 20211       | 2B180      |
| Occhiatana      | 163      | 20226       | 2B182      |
| Olmi-Cappella   | 143      | 20259       | 2B190      |
| Palasca         | 117      | 20226       | 2B199      |
| Pioggiola       | 69       | 20259       | 2B235      |
| Speloncato      | 222      | 20226       | 2B290      |
| Vallica         | 27       | 20259       | 2B339      |
| Ville-di-Paraso | 128      | 20279       | 2B352      |

## Demografia
| 1962  | 1968  | 1975  | 1982  | 1990  | 1999  | 2012  |
| ----- | ----- | ----- | ----- | ----- | ----- | ----- |
| 2.726 | 3.189 | 3.188 | 3.298 | 3.005 | 3.018 | 3.677 |